# Afrika-Cup 1980/Finalrunde
Die Spiele der Finalrunde des Afrika-Cups 1980 bestanden aus den Begegnungen um den dritten Platz und dem Finale um den kontinentalen Meister von Afrika.

## Spiel um den dritten Platz
Marokko – Ägypten 2:0 (1:0)
| Marokko                                            | Marokko | Ägypten | Ägypten |
| -------------------------------------------------- | --- | --- | ------- |
| Marokko                                            | \| Spiel um Platz 3 \| \| 21. März 1980 in Surulere (Lagos National Stadium) \| \| Zuschauer: 5.000 \| \| Schiedsrichter: Ngesa Gabriel Odengo ( Kenia) \|                                                                                                   | \| Spiel um Platz 3 \| \| 21. März 1980 in Surulere (Lagos National Stadium) \| \| Zuschauer: 5.000 \| \| Schiedsrichter: Ngesa Gabriel Odengo ( Kenia) \|                                                                                | Ägypten |
| Marokko                                            | Badou Zaki – Ahmed Limane , M’barek El Filali, Fatmi Houmama (Essedik Hannoun), Aziz Bouderbala – Jamal Jebbran, Mohammed Mouhou, Khaled Labied, Mohammed Timoumi – Abdel Aziz Daidi, Hunine Bouchkhachekh Cheftrainer: Mohamed Hamidouche / Mahamed Jabrane | Adel El Maamour – Chaoulai Gharib (Saad Soleit), Mahmoud Saad, Hassan Shehata, Mohamed Omar – Mokhtar Mokhtar, Mahmoud El-Khatib (Abdel Halim), Fathi Mabrouk – Mohamed Amer, Mostafa Younis, Mussad Nur Cheftrainer: Abdel Monem El-Hajj | Ägypten |
| Marokko                                            | 1:0 Khaled Labied (9.) 2:0 Khaled Labied (78.) | | Ägypten |
| Spiel um Platz 3                                   | | |         |
| 21. März 1980 in Surulere (Lagos National Stadium) | | |         |
| Zuschauer: 5.000                                   | | |         |
| Schiedsrichter: Ngesa Gabriel Odengo ( Kenia)      | | |         |

## Finale
Nigeria – Algerien 3:0 (2:0)
| Nigeria                                            | Nigeria | Algerien | Algerien |
| -------------------------------------------------- | --- | --- | -------- |
| Nigeria                                            | \| Finale \| \| 22. März 1980 in Surulere (Lagos National Stadium) \| \| Zuschauer: 80.000 \| \| Schiedsrichter: Gebreyesus Tesfaye ( Äthiopien) \|                                                                                    | \| Finale \| \| 22. März 1980 in Surulere (Lagos National Stadium) \| \| Zuschauer: 80.000 \| \| Schiedsrichter: Gebreyesus Tesfaye ( Äthiopien) \| | Algerien |
| Nigeria                                            | Best Ogedegbe – David Adiele, Christian Chukwu, Tunde Bamidele, Alloysius Atuegbu – Godwin Odiye (Kadiri Ikhana), Felix Owolabi, Okey Isima, Segun Odegbami – Mudashiru Lawal, Adokie Amiesimaka Cheftrainer: Otto Glória ( Brasilien) | Mehdi Cerbah – Chaabane Merzekane, Abdelkader Horr, Mohamed Khedis, Mustapha Kouici – Bouzid Mahyouz, Ali Fergani, Lakhdar Belloumi – Salah Assad, Tedj Bensaoula (Redouane Guemri), Hocine Benmiloudi (Rabah Madjer) Cheftrainer: Mahieddine Khalef, Zdravko Rajkov ( Jugoslawien) | Algerien |
| Nigeria                                            | 1:0 Segun Odegbami (2.) 2:0 Segun Odegbami (42.) 3:0 Mudashiru Lawal (50.) | | Algerien |
| Finale                                             | | |          |
| 22. März 1980 in Surulere (Lagos National Stadium) | | |          |
| Zuschauer: 80.000                                  | | |          |
| Schiedsrichter: Gebreyesus Tesfaye ( Äthiopien)    | | |          |